# Gampong Cempeudak
Gampong Cempeudak is een bestuurslaag in het regentschap Aceh Timur van de provincie Atjeh, Indonesië. Gampong Cempeudak telt 352 inwoners (volkstelling 2010).